# BMW Seria 2
BMW Seria 2 este o gamă de mașini executive subcompacte (segmentul C) comercializate de BMW din 2014. Seria 2 a fost creat atunci când BMW a separat modelele cu 2 uși (coupé și decapotabile) ale BMW Seria 1 într-o gamă separată.

## Prima generație (F22/F23; 2014)
Seria 2 a fost lansată pentru prima dată ca un coupé cu 2 uși și decapotabilă, ambele bazate pe o platformă cu tracțiune spate.

### Active Tourer
Un an mai târziu, a fost adăugat MPV-ul compact Active Tourer în 5 locuri, bazat pe o platforma diferită cu tracțiunea față, comună cu Mini Hatch (F55/56/57). Aceasta a fost urmată de o versiune cu 7 locuri numită Gran Tourer.

### Gran Coupé
În 2019, sedanul fastback Gran Coupé s-a alăturat familiei Seria 2, având tracțiune față, fiind bazat pe hatchback-ul Seria 1 și a fost comercializat ca un coupe cu 4 uși.

## A doua generație (G42; 2021)
În 2021, BMW a lansat a doua generație de coupé cu 2 uși a Seriei 2 cu tracțiune spate, în iulie 2021.

### M2
BMW M2 este versiunea de înaltă performanță a Seriei 2. Prima generație a lui M2 a fost coupé-ul F87 și este propulsat de motoare cu șase în linie turbo.